# Isaac Ingalls Stevens

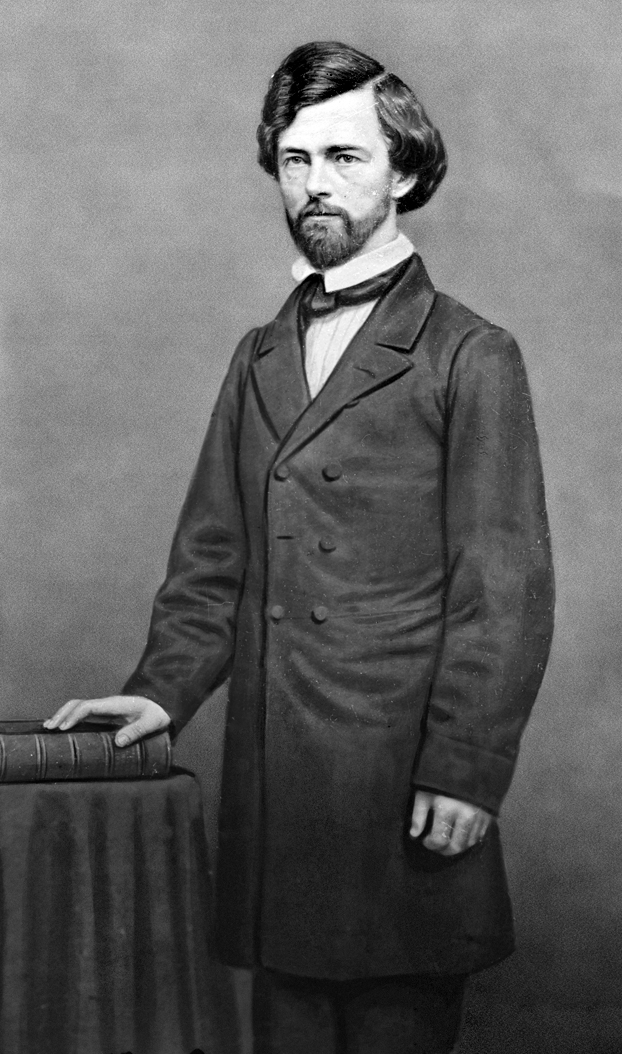
Isaac Ingalls Stevens, fotografiert zwischen 1855 und 1862 von Mathew B. Brady

Isaac Ingalls Stevens (* 25. März 1818 in North Andover, Essex County, Massachusetts; † 1. September 1862 in Chantilly, Virginia) war ein US-amerikanischer General, Politiker und von 1853 bis 1857 der erste Gouverneur des Washington-Territoriums.

## Frühe Jahre und militärischer Aufstieg
Stevens besuchte die Schulen seiner Heimat in Massachusetts. Danach schrieb er sich an der US-Militärakademie in West Point ein, die er im Jahr 1839 abschloss. Anschließend wurde er den Pionieren der US-Armee zugeteilt (Army Corps of Engineers). Ab 1841 war er mit der Aufsicht über die Küstenverteidigungsanlagen der Neuenglandstaaten betraut. Während des Amerikanisch-Mexikanischen Krieges diente er unter General Winfield Scott in Mexiko. Dabei war er an mehreren Schlachten beteiligt und stieg bis zum Major auf. Nach dem Krieg wurde er im Jahr 1849 zum Leiter des Küstenschutzes in Washington, D.C. ernannt. Dieses Amt behielt er bis 1853.

## Politische Laufbahn
Während des Präsidentschaftswahlkampfes von 1852 war Stevens ein eifriger Anhänger von Franklin Pierce. Dieser zeigte sich dadurch erkenntlich, dass er Stevens zum ersten Gouverneur des gerade gegründeten Washington-Territoriums ernannte. Damit endete Stevens’ erste Militärzeit. Auf seinem Weg in den Nordwesten des Landes ließ er sich viel Zeit, weil er die Route für eine mögliche Eisenbahntrasse vermessen ließ. Erst im November 1853 kam er in Olympia, der Hauptstadt des Territoriums, an. Seine Handlungen als Gouverneur sind bis heute umstritten und werden unterschiedlich beurteilt. Mit einer Kombination aus Einschüchterung und offener Gewalt zwang er die einheimischen Indianer zu zehn Verträgen, die dadurch große Teile ihres Landes an die Regierung des Gouverneurs bzw. an das Washington-Territorium abtreten mussten.
Zu diesen Verträgen gehörten: der Vertrag von Medicine Creek, der Vertrag von Hellgate, der Vertrag von Neah Bay, der Vertrag von Point Elliott und der Vertrag von Quinault. Bei Widerständen setzte der Gouverneur die ihm zugeteilten Soldaten ein. Selbst in diesem Gebiet lebende Weiße beschwerten sich über die Vorgehensweise von Stevens, die auch zunehmend zu Spannungen mit den Indianern führte. Präsident Pierce ermahnte Stevens zur Mäßigung, lehnte aber eine Abberufung ab.
Im Jahr 1857 ließ sich Stevens als Delegierter in den US-Kongress wählen. Die von ihm hinterlassenen Probleme überließ er seinem Nachfolger im Amt des Territorialgouverneurs, Fayette McMullen. Im Kongress vertrat er bis 1861 das Washington-Territorium. Bei Ausbruch des Bürgerkrieges wurde Stevens wieder militärisch aktiv. Er trat als Oberst in die Unionsarmee ein und brachte es dort bis zum Brigadegeneral. Stevens war an mehreren Schlachten beteiligt. Während der Schlacht von Chantilly in Virginia am 1. September 1862 wurde er tödlich verwundet. Posthum wurde er dann noch zum Generalmajor befördert.